# Freedom, New York
Freedom är en kommun (town) i Cattaraugus County i delstaten New York. Vid 2020 års folkräkning hade Freedom 2 267 invånare.